# Dirka po Italiji 1936
Dirka po Italiji 1936 (italijansko Giro d'Italia 1936) je 24. izvedba dirke po Italiji, tritedenske moške cestne kolesarske etapne dirke. Začela se je 16. maja v Milanu in končala 7. junija v Milanu. Sodelovalo je 89 kolesarjev iz sedmih ekip in privatnih kolesarjev. Rožnato majico je prvič osvojil Gino Bartali (Legnano–Wolsit), drugo mesto Giuseppe Olmo (Bianchi), tretje pa Severino Canavesi (Ganna).

## Ekipe
- Bianchi
- Dei
- Fréjus
- Ganna
- Gloria
- Legnano–Wolsit
- Maino

## Etape
| Etapa | Datum    | Štart/Cilj                            | Razdalja    | Tip         | Tip                  | Zmagovalec             |             |
| ----- | -------- | ------------------------------------- | ----------- | ----------- | -------------------- | ---------------------- | ----------- |
| 1     | 16. maj  | Milano – Torino                       | 161 km      |             | ravninska etapa      | Giuseppe Olmo (ITA)    |             |
| 2     | 17. maj  | Torino – Genova                       | 206 km      |             | gorska etapa         | Aldo Bini (ITA)        |             |
| 3     | 18. maj  | Genova – Montecatini Terme            | 206 km      |             | gorska etapa         | Raffaele Di Paco (ITA) |             |
|       | 19. maj  | dan počitka                           | dan počitka | dan počitka | dan počitka          | dan počitka            | dan počitka |
| 4     | 20. maj  | Montecatini Terme – Grosseto          | 220 km      |             | gorska etapa         | Fabio Battesini (ITA)  |             |
| 5     | 21. maj  | Grosseto – Rim                        | 248 km      |             | gorska etapa         | Giuseppe Olmo (ITA)    |             |
|       | 22. maj  | dan počitka                           | dan počitka | dan počitka | dan počitka          | dan počitka            | dan počitka |
| 6     | 23. maj  | Rim – Neapelj                         | 230 km      |             | ravninska etapa      | Giuseppe Olmo (ITA)    |             |
| 7     | 24. maj  | Neapelj – Bari                        | 283 km      |             | gorska etapa         | Raffaele Di Paco (ITA) |             |
|       | 25. maj  | dan počitka                           | dan počitka | dan počitka | dan počitka          | dan počitka            | dan počitka |
| 8     | 26. maj  | Bari – Campobasso                     | 243 km      |             | gorska etapa         | Olimpio Bizzi (ITA)    |             |
| 9     | 27. maj  | Campobasso – L'Aquila                 | 204 km      |             | gorska etapa         | Gino Bartali (ITA)     |             |
| 10    | 28. maj  | L'Aquila – Rieti                      | 117 km      |             | ravninska etapa      | Raffaele Di Paco (ITA) |             |
| 11    | 29. maj  | Rieti – Monte Terminillo              | 20 km       |             | posamični kronometer | Giuseppe Olmo (ITA)    |             |
| 12    | 30. maj  | Rieti – Firence                       | 292 km      |             | ravninska etapa      | Giuseppe Olmo (ITA)    |             |
| 13    | 31. maj  | Firence – Cesenatico                  | 139 km      |             | gorska etapa         | Giuseppe Olmo (ITA)    |             |
| 14    | 1. junij | Cesenatico – Ferrara                  | 155 km      |             | ravninska etapa      | Raffaele Di Paco (ITA) |             |
| 15a   | 2. junij | Ferrara – Padova                      | 106 km      |             | ravninska etapa      | Raffaele Di Paco (ITA) |             |
| 15b   | 2. junij | Padova – Benetke                      | 39 km       |             | posamični kronometer | Giuseppe Olmo (ITA)    |             |
|       | 3. junij | dan počitka                           | dan počitka | dan počitka | dan počitka          | dan počitka            | dan počitka |
| 16    | 4. junij | Benetke – Legnago                     | 183 km      |             | ravninska etapa      | Giuseppe Olmo (ITA)    |             |
| 17a   | 5. junij | Legnago – Riva del Garda              | 139 km      |             | gorska etapa         | Giuseppe Olmo (ITA)    |             |
| 17b   | 5. junij | Riva del Garda – Gardone Riviera      | 100 km      |             | gorska etapa         | Gino Bartali (ITA)     |             |
| 18    | 6. junij | Gardone Riviera – Salsomaggiore Terme | 206 km      |             | gorska etapa         | Gino Bartali (ITA)     |             |
| 19    | 7. junij | Salsomaggiore Terme – Milano          | 248 km      |             | gorska etapa         | Giuseppe Olmo (ITA)    |             |
|       | Skupaj   | Skupaj                                | 3766 km     | 3766 km     | 3766 km              | 3766 km                | 3766 km     |

## Razvrstitev po klasifikacijah
| Etapa  | Zmagovalec       | Rožnata majica ·           | Vodilni neodvisni kolesar                                                                | Gorski seštevek | Ekipno         |
| ------ | ---------------- | -------------------------- | ---------------------------------------------------------------------------------------- | --------------- | -------------- |
| 1      | Giuseppe Olmo    | Giuseppe Olmo              | Remo Bertoni, Isidoro Piubellini, Auguste Como, Luigi Macchi, Giuppono in Eugenio Gestri | brez            | ?              |
| 2      | Aldo Bini        | Aldo Bini                  | Remo Bertoni, Isidoro Piubellini, Luigi Macchi in Eugenio Gestri                         | brez            | ?              |
| 3      | Raffaele Di Paco | Aldo Bini                  | Isidoro Piubellini in Luigi Macchi                                                       | brez            | ?              |
| 4      | Fabio Battesini  | Aldo Bini                  | Isidoro Piubellini in Luigi Macchi                                                       | Gino Bartali    | ?              |
| 5      | Giuseppe Olmo    | Aldo Bini                  | Isidoro Piubellini                                                                       | Gino Bartali    | ?              |
| 6      | Giuseppe Olmo    | Aldo Bini in Giuseppe Olmo | Isidoro Piubellini                                                                       | Gino Bartali    | ?              |
| 7      | Raffaele Di Paco | Giuseppe Olmo              | Isidoro Piubellini                                                                       | Gino Bartali    | ?              |
| 8      | Olimpio Bizzi    | Giuseppe Olmo              | Isidoro Piubellini                                                                       | Gino Bartali    | ?              |
| 9      | Gino Bartali     | Gino Bartali               | Edoardo Molinar                                                                          | Gino Bartali    | ?              |
| 10     | Raffaele Di Paco | Gino Bartali               | Edoardo Molinar                                                                          | Gino Bartali    | ?              |
| 11     | Giuseppe Olmo    | Gino Bartali               | Edoardo Molinar                                                                          | Gino Bartali    | ?              |
| 12     | Giuseppe Olmo    | Gino Bartali               | Edoardo Molinar                                                                          | Gino Bartali    | Legnano–Wolsit |
| 13     | Giuseppe Olmo    | Gino Bartali               | Edoardo Molinar                                                                          | Gino Bartali    | Bianchi        |
| 14     | Raffaele Di Paco | Gino Bartali               | Edoardo Molinar                                                                          | Gino Bartali    | Bianchi        |
| 15a    | Raffaele Di Paco | Gino Bartali               | Edoardo Molinar                                                                          | Gino Bartali    | Bianchi        |
| 15b    | Giuseppe Olmo    | Gino Bartali               | Edoardo Molinar                                                                          | Gino Bartali    | Bianchi        |
| 16     | Giuseppe Olmo    | Gino Bartali               | Edoardo Molinar                                                                          | Gino Bartali    | Bianchi        |
| 17a    | Giuseppe Olmo    | Gino Bartali               | Edoardo Molinar                                                                          | Gino Bartali    | Legnano–Wolsit |
| 17b    | Gino Bartali     | Gino Bartali               | Edoardo Molinar                                                                          | Gino Bartali    | Legnano–Wolsit |
| 18     | Gino Bartali     | Gino Bartali               | Edoardo Molinar                                                                          | Gino Bartali    | Legnano–Wolsit |
| 19     | Giuseppe Olmo    | Gino Bartali               | Edoardo Molinar                                                                          | Gino Bartali    | Legnano–Wolsit |
| Skupaj | Skupaj           | Gino Bartali!              | Edoardo Molinar                                                                          | Gino Bartali    | Legnano–Wolsit |

## Končna razvrstitev
|  | Predstavlja vodilnega v skupnem seštevku |

### Rožnata majica
| Poz. | Kolesar                   | Ekipa          | Čas          |
| ---- | ------------------------- | -------------- | ------------ |
| 1    | Gino Bartali (ITA)        | Legnano–Wolsit | 120h 12' 30" |
| 2    | Giuseppe Olmo (ITA)       | Bianchi        | + 2' 36"     |
| 3    | Severino Canavesi (ITA)   | Ganna          | + 7' 49"     |
| 4    | Adalino Mealli (ITA)      | Legnano–Wolsit | + 14' 04"    |
| 5    | Giovanni Valetti (ITA)    | Fréjus         | + 14' 15"    |
| 6    | Domenico Piemontesi (ITA) | Bianchi        | + 16' 31"    |
| 7    | Ambrogio Morelli (ITA)    | Ganna          | + 17' 44"    |
| 8    | Vasco Bergamaschi (ITA)   | Maino          | + 18' 35"    |
| 9    | Enrico Mollo (ITA)        | Gloria         | + 19' 27"    |
| 10   | Edoardo Molinar (ITA)     | —              | + 20' 48"    |

### Razvrstitev neodvisnih kolesarjev
| Poz. | Kolesar                 | Čas           |
| ---- | ----------------------- | ------------- |
| 1    | Edoardo Molinar (ITA)   | 120h 33' 18"" |
| 2    | Mario Vicini (ITA)      | + 17' 13"     |
| 3    | Luigi Macchi (ITA)      | + 24' 25"     |
| 4    | Fausto Montesi (ITA)    | + 26' 16"     |
| 5    | Aurelio Scazzola (ITA)  | + 41' 18"     |
| 6    | Augusto Como (ITA)      | + 50' 48"     |
| 7    | Umberto Guarducci (ITA) | + 56' 56"     |
| 8    | Carlo Moretti (ITA)     | + 1h 01' 31"  |
| 9    | Pietro Rimoldi (ITA)    | + 1h 21' 18"  |
| 10   | Ambrogio Perego (ITA)   | + 2h 35' 12"  |

### Gorski seštevek
| Poz. | Kolesar                 | Ekipa          | Točke |
| ---- | ----------------------- | -------------- | ----- |
| 1    | Gino Bartali (ITA)      | Legnano–Wolsit | 38,5  |
| 2    | Severino Canavesi (ITA) | Ganna          | 25    |
| 3    | Edoardo Molinar (ITA)   | —              | 11    |
| 4    | Enrico Mollo (ITA)      | Gloria         | 10    |
| 5    | Adalino Mealli (ITA)    | Legnano–Wolsit | 6     |
| 6    | Giuseppe Olmo (ITA)     | Bianchi        | 5     |
| 7    | Romeo Rossi (ITA)       | —              | 4     |
| 7    | Mario Vicini (ITA)      | —              | 4     |
| 9    | Giovanni Valetti (ITA)  | Fréjus         | 2,5   |
| 10   | Pietro Rimoldi (ITA)    | —              | 2     |
| 10   | Luigi Macchi (ITA)      | Gloria         | 2     |
| 10   | Walter Generati (ITA)   | —              | 2     |
| 10   | Alfredo Mamesi (ITA)    | Gloria         | 2     |
| 10   | Luigi Giacobbe (ITA)    | —              | 2     |
| 10   | Cesare Del Cancia (ITA) | Ganna          | 2     |

### Ekipna razvrstitev
| Poz. | Ekipa          | Točke        |
| ---- | -------------- | ------------ |
| 1    | Legnano–Wolsit | 361h 29' 35" |
| 2    | Ganna          | + 4' 59"     |
| 3    | Bianchi        | + 6' 59"     |
| 4    | Fréjus         | + 22' 02"    |
| 5    | Gloria         | + 29' 39"    |
| 6    | Maino          | + 1h 01' 07" |
| 7    | Dei            | + 3h 15' 09" |